# Casa Asil de Sant Andreu
La Fundació Casa d'Asil de Sant Andreu de Palomar és una  institució privada sense ànim de lucre que data de l’any 1865 i està profundament arrelada a Sant Andreu de Palomar (avui districte de Sant Andreu de Barcelona).
En l’actualitat acull tres serveis: residència i centre de dia per gent gran i una escola d’infantil, primària i batxillerat.

## Origen i evolució de l'entitat
Des de l‘inici, la Fundació Casa Asil ha tingut la vocació de servei i acolliment a les persones del barri, oferint diferents recursos en l’àmbit social, sanitari i educatiu. Al llarg de la seva història, ha anat adaptant-se a la realitat i a la necessitat de cada moment.
Arrel de l’epidèmia de còlera de 1865 el Rector de la Parròquia de Sant Andreu, Mossèn Pere Xercavins i l’alcalde del poble, Sr. Ramón Planas, van encomanar la tasca d’acollida i cura de la gent gran vulnerable de Sant Andreu de Palomar a la Mare Anna Ma. Janer, fundadora de la Congregació de Religioses de la Sagrada Família d’Urgell, que amb el pas del temps s'ha consolidat en servei de residència i centre de dia.
Al gener de 1879, per donar resposta a les necessitats d’escolarització, arrel de la industrialització de Sant Andreu, es va començar a impartir ensenyament amb la posada en marxa de l’escola Sagrada Família de Sant Andreu.
1866-1939
Model d’atenció basat en la caritat i la beneficència. Desplegat per les religioses amb el suport de la societat civil de Sant Andreu.
1940-1989
Model d’atenció d’orientació institucional: educatiu i sanitari. Desplegat per les religioses amb el suport de la societat civil de Sant Andreu i la participació de l’Administració.
1981-2013
Model Estat del Benestar: garantia de dret social i educatiu. Model d’organització mixta (públic-privat). Augment de normatives socials i educatives.
2013-actualment
Model d’Atenció Integral Centrada en la Persona: garantia de dret individual. Model d’organització mixta (públic-privat). Adaptació de les normatives socials i educatives als interessos i necessitats de les persones.
En l’actualitat, la Fundació compta amb 150 places residencials, 40 places de centre de dia i més de 1300 places escolars. En total, hi treballen més de 250 professionals. La seva realitat intergeneracional promou la participació de diferents generacions insistint en la validesa de tota persona i l’educació en valors.

## Història
S'instal·là a la casa anomenada El Salí del carrer Tramuntana (avui anomenat Carrer Gran) i posteriorment fou traslladat als terrenys d'una antiga fàbrica de ceràmica del carrer de Santa Anna (avui carrer Agustí Milà). Es constituí un Patronat format per persones representatives del Municipi i representants de l'Ajuntament de Sant Andreu de Palomar, sota la presidència del Rector de la Parròquia de Sant Andreu de Palomar, mossèn Pere Xercavins. El 1879 es va obrir un col·legi als locals annexos.
En esclatar la guerra civil espanyola el 1936, la casa fou evacuada de religioses i residents i convertida en magatzems del ram de la construcció. L'escola continuà i s'adaptaren locals per instal·lar-hi l'Escola Municipal Ignasi Iglésias del passeig de Torras i Bages, per la seva proximitat de les casernes i per por dels bombardeigs. En acabar la guerra es va tornar a reobrir l'asil i l'escola.
Diverses generacions de famílies de l'antiga vila de Sant Andreu de Palomar n'han trepitjat les aules. Fins als anys 40 el centre educatiu era només per a noies. Però a partir dels anys 50 les portes es van obrir també per als nois. El binomi residència per a gent gran i escola, afavoreix el contacte i col·laboració intergeneracionals, de tal manera que avis i infants comparteixen i col·laboren en moltes activitats al llarg del curs.
L'any 2015 va celebrar el seu 150è aniversari.
En l'actualitat consta de tres serveis: residència, centre de dia per a gent gran i escola que acull alumnes des de cicle infantil fins a batxillerat. La residència compta amb 151 places, de les quals 109 són concertades amb la Generalitat de Catalunya i 42 són privades. El centre de dia compta amb 40 places, de les quals 34 són col·laboradores amb la Generalitat de Catalunya i 6 són privades. L'escola imparteix ensenyament a més de 1000 alumnes.
El 1991 va rebre la Creu de Sant Jordi juntament amb la Parròquia de la que depèn. El 1991 va rebre la Creu de Sant Jordi juntament amb la Parròquia de la que depèn i el 2015 el Premi Sant Andreu, guardó que vol reconèixer públicament persones, entitats o institucions que hagin dedicat esforços i temps en activitats per als veïns i veïnes del districte.